# Лапаротомія
Лапаротомія (лат. laparos — живіт, пах, лат. tomia — розтинати) — хірургічне втручання або один з його  етапів, виконується з метою відкриття повного або часткового доступу до органів черевної порожнини.
В українських медичних текстах до 1939 року, також можна зустріти термін череворозтин, синонім лапаротомія.
Усі види розрізів, які виконує хірург на передній черевній стінці з метою проникнути в черевну порожнину, по змісту, є лапаротомними. Лапаротомія рідко виконується як самостійна операція, частіше це є першим етапом (доступом) у складніших хірургічних втручаннях.
Як і будь-яка, операція проводиться після відповідної підготовки пацієнта.
Лапаротомія здійснюється тільки під загальним знеболюванням.

## Історія
Перша вдала лапаротомія без знеболювання була проведення Ефраїмом Макдавеллом у 1809 році.

## Види
Лапаротомію вважають Відкритою хірургією.
Види лапаротомії залежно від напряму розтину: 
- поздовжні (верхньосерединна, середньосерединна, нижньосерединна, повна)
- поперечні
- косі
- анатомічні
- ситуативні

Види лапаротомії залежно від довжини розтину: 
- повна
- часткова
- мікролапаротомія

У деяких клінічних випадках, для швидкої діагностики, виконують мікролапаротомію чи лапароцентез, під місцевою анестезією.
На відміну від лапароскопії, лапаротомію вважають більш травматичною операцією, виходячи з обсягу тканин, що зазнають травмувальної дії хірургічним інструментарієм.